# يوسف بيدس
يوسف خليل بيدس (1912-1968)، رجل أعمال فلسطيني حقق نجاحا باهرا في لبنان على رأس بنك أنترا حتى انهياره سنة 1966 في ظروف ما زالت إلى الآن مثيرة للجدل.
ولد عام 1912 في مدينة القدس لعائلة أورثوذكسية أصيلة من مدينة الناصرة. والده هو العلامة والمناضل خليل بيدس. عمل لفترة في مصر في باركلس والبنك العربي، هاجر سنة 1948 إلى لبنان حيث أسس هناك عام 1951 بنك أنترا على قاعدة مكتب التجار العالميون. أصبح البنك في خضم سنوات قليلة أكبر بنك في لبنان.

## نبذة
تدور حوله شبهات كثيرة بعد أن توسع بعمله في بنك أنترا للحد الذي أوصله للتعذر عن الدفع مما تسبب بإفلاس بنك أنترا مع أنه كان يملك الكثير من الأصول والعقارات منها في باريس وفي شارع الشانزلزيه على وجه الخصوص، كما سببت في ملاحقته قانونيا وسجنه.
كانت قضية بنك انترا عبارة عن مؤامرة صهيونية، حيث كان العمل الفدائي الفلسطيني قد بدأ وكان ياسر عرفات (أبو عمار) قد كلفه بالإدارة المالية للثورة الفلسطينية، وكان يعتبر بنك انترا الذي أسسه كوزارة مالية للثورة، مما تم تدبير مؤامرة وشائعات بإفلاس البنك أثناء غيابه عن لبنان ووجوده في أوروبا، حيث قالت الشائعات انه قد هرب، فتدافع صغار المودعين إلى البنك للحصول على أموالهم، فأمر ادارته في بيروت بدفع أموال المودعين دون أي تأخير، وبعد نفاذ الأوراق النقدية من البنك، رفض البنك المركزي اللبناني بإمداده بالأوراق النقدية لدفع الودائع لاصحابها، رغم أنه قدم مقابل ذلك كفالات عينية عبارة عن املاك وشركات يمتلكها البنك حول العالم، وأهمها شركة صناعة المراكب الكبرى في مارسيليا والتي كانت، ولا تزال، فخر الصناعات الفرنسية، حيث كانت إحدى املاك البنك. قدم للمحاكمة وثبت تجاوز ممتلكات البنك عن مستحقاته، ولكن سيف المؤامرة كان قد مر.

## وفاته
مات ودفن في سويسرا. قال عنه الجنرال شارل ديغول انه كان يتمنى ان يكون لديه وزير مالية بقدراته وطاقاته.